# Кристофер, Брайан
Бра́йан Кри́стофер Ло́улер (англ. Brian Christopher Lawler, 10 января 1972, Мемфис, Теннесси — 29 июля 2018, Боливар, Теннесси) — американский рестлер. Больше всего он запомнился по своей карьере в World Wrestling Federation (ныне WWE), где он выступал как «Слишком сексуальный» Бра́йан Кри́стофер и Гра́нд Ма́стер Се́ксей (англ. Grand Master Sexay). Лоулер был однократным командным чемпионом WWF в составе команды Too Cool со Скотти 2 Хотти, а также завоевал 44 титула в United States Wrestling Association, промоушене, совладельцем которого ранее был его отец, рестлер Джерри Лоулер.

## Карьера в рестлинге

### United States Wrestling Association (1988—1997)
Лоулер начал свою карьеру в качестве половины команды в масках «Сумеречная зона» вместе с Тони Уильямсом под именами Небула (Лоулер) и Квазар (Уильямс). После того как с них сняли маски, Брайан продолжил выступать в Ассоциации рестлинга United States Wrestling Association «Слишком сексуальный» Брайан Кристофер. Он враждовал с такими рестлерами, как Джефф Джарретт, Билл Данди, Том Причард и «Лунные псы», а также со своим отцом Джерри Лоулером. Среди его партнеров были Тони Уильямс, Даг Гилберт, Скотти Фламинго и «Горячая штучка» Эдди Гилберт.

### World Wrestling Federation (1997—2001)
Лоулер, все ещё известный как Брайан Кристофер, присоединился к World Wrestling Federation (WWF) в 1997 году и начал выступать в полутяжелом весе. Така Мичиноку победил его в финале турнира за звание чемпиона WWF в полутяжелом весе. В середине 1998 года он объединился со Скоттом «Слишком горячим» Тейлором в команду «Слишком много». Когда он был известен как Брайан Кристофер, его отец Джерри Лоулер говорил о его превосходстве над всеми остальными полутяжеловесами, но никогда публично не признавал, что Брайан — его сын, хотя после того, как Пол Хейман раскрыл этот факт на Raw, Джим Росс (партнер Джерри по трансляции) всегда намекал на это. Часто шутка заключалась в том, что кто-то (обычно комментатор) упоминал об их родстве, в результате чего оба они категорически отрицали, что они родственники.

## Личная жизнь
Лоулер был фанатом «Питтсбург Стилерз», что резко отличалось от его отца, который был ярым фанатом «Кливленд Браунз». По словам его брата Кевина, Лоулер был похоронен в гробу с оформлением «Стилерз».
Лоулер был арестован в феврале 2009 года за нарушение общественного порядка. 26 июня 2009 года он был арестован за общественное опьянение незадолго до 3 часов ночи. Согласно полицейскому отчету, при задержании он «стал очень воинственным» и угрожал арестовавшему его офицеру полиции. 13 июля 2009 года он был заключен в тюрьму на 30 дней после того, как не посетил стационарный лечебный центр в рамках соглашения о признании вины.

## Смерть
Около часа ночи по восточному времени 7 июля 2018 года Лоулер был заключен в тюрьму за вождение в нетрезвом виде и уклонение от полиции. Ранним утром 29 июля 2018 года Лоулер был найден повешенным в камере тюрьмы округа Хардемен, и было установлено, что его мозг мертв. Его аппарат жизнеобеспечения был отключен через несколько часов после того, как его отец Джерри Лоулер приехал к нему в больницу. Лоулера объявили мертвым в возрасте 46 лет в 16:40 по восточному времени. В годовщину смерти Джерри Лоулер подал иск о причинении смерти по неосторожности против округа Хардемен, шерифа округа Хардемен Джона Дулена и других лиц за то, что они якобы не смогли защитить Лоулера. Он утверждал, что Дулен лично обещал «присматривать» за Лоулером после его заключения в тюрьму. На его похоронах присутствовал маленький красный фургончик, на котором он возил свои многочисленные чемпионские пояса на ринг во времена USWA.

## Титулы и достижения
- Hoosier Pro Wrestling
  - Командный чемпион HPW (1 раз) — с Дагом Гилбертом
- Lethal Attitude Wrestling
  - Чемпион LAW в тяжёлом весе (1 раз)
- Memphis Superstars of Wrestling
  - Чемпион MSW в полутяжёлом весе (1 раз)
- Memphis Wrestling
  - Южный чемпион Memphis Wrestling в тяжёлом весе (1 раз)[9]
  - Телевизионный чемпион Memphis Wrestling (1 раз)
- National Wrestling Alliance
  - Североамериканский командный чемпион NWA (1 раз) — со Спеллбиндером[10]
- NWA New South
  - Чемпион New South в тяжёлом весе (1 раз)
- Powerhouse Championship Wrestling
  - Чемпион PCW в полутяжёлом весе (1 раз)
- Power Pro Wrestling
  - Телевизионный чемпион PPW (1 раз)
- Pro Wrestling Illustrated
  - № 367 в топ 500 рестлеров в рейтинге PWI 500 в 2003[11]
- Ultimate Christian Wrestling
  - Командный чемпион UCW (1 раз) — с Билли Джеком[12]
- United States Wrestling Association
  - Чемпион USWA в тяжёлом весе (26 раз)
  - Чемпион USWA в полутяжёлом весе (1 раз)
  - Южный чемпион USWA в тяжёлом весе (8 раз)
  - Техасский чемпион USWA в тяжёлом весе (1 раз)[13][14]
  - Командный чемпион мира USWA (6 раз) — с Биг Блэк Догом (1), Скотти Энтони (1), Джеффом Джарреттом (2), Эдди Гилбертом (1) и Вулфи Ди (1)
  - Чемпион GWF в полутяжёлом весе (2 раза)
- World Wrestling Federation
  - Командный чемпион WWF (1 раз) — со Скотти 2 Хотти[15]